# Bakenbardi
Bakenbardi (rus: Бакенбарды, Patilles) és una pel·lícula de comèdia russa del 1990 dirigida per Iuri Mamin.

## Antecedents
La pel·lícula es va inspirar en les activitats del grup Pàmiat, que va sorgir a finals de la dècada de 1970 i es va fer àmpliament conegut a finals de la dècada de 1980 com un moviment ultra patriòtic i un destacat defensor del recentment ressuscitat nacionalisme rus. El grup va organitzar manifestacions de protesta contra el que van anomenar el "complot judeo-maçònic" per afeblir Rússia i va distribuir pamflets amb els noms i adreces de persones, sobretot escriptors i músics destacats, que havien de ser linxats com a enemics públics. Un d'aquests fullets va cridar l'atenció de Mamin, que el va mostrar al seu amic, l'escriptor Viatxeslav Leikin.

## Argument
Un petit poble de la Rússia posterior a la perestroika està plagat per grups de joves amb mentalitat ideològica. El grup Capella predica trencar tabús: relacions obertes, orgies sexuals, homosexualitat, vandalisme i música punk. Atemoreixen la ciutat diàriament. Per als més grans de la població Capella és el diable fet carn. Els únics que lluiten contra Capella són un grup de pinxos violents que es diuen "els Ullals". Un estudiant, Aleksandr, ha vingut a la ciutat amb un amic de la universitat per visitar la seva tieta i el seu oncle. Els joves arriben vestits com a cavallers de principis del segle XIX amb barrets de copa i capes, ambdós amb patilles i bastons. Són el club Puixkin l'objectiu sagrat del qual és la salvació de Rússia. En descobrir que la seva jove cosina ha fugit de casa per unir-se a Capella, l'Aleksandr va a buscar-la per intentar fer-lo raonar i tornar-la a la seva família. Després d'haver fracassat en el seu encàrrec i liderat per Viktor, el seu misteriós amic i mentor, Aleksandr fa un nou intent de salvar la ciutat i Rússia.
Els joves arriben al soterrani dels Ullals per parlar amb la colla. Trobant els homes una mica agressius, els joves seguidors de Puixkin mostren prodigioses habilitats de lluita amb bastons. Colpejats fins a la submissió i aclaparats per l'intel·lecte i les excel·lents maneres dels dos Puixkinistes, els Ullals reconeixen els seus nous líders.
Ara han de créixer les patilles i aprendre a lluitar amb un bastó... Sembla que res pot impedir que els dos joves fans de Puixkin tornin la moral, l'educació i l'ordre a la ciutat. Però el joc aviat es descontrolarà.

## Repartiment
- Viktor Sukhorukov com a Viktor
- Aleksandr Medvedev com a Alexander
- Artur Vakha com a Hertz
- Aleksandr Likov com a membre de Tusks
- Elena Nemtxenko com a tia Olia
- Viktor Mikhailov com a oncle Paixa
- Olga Alabixeva com a Lenka
- Anatoli Juravlev com a Tolian
- Olga Samarina com a Valkirie

## Premis
La pel·lícula va rebre el premi FIPRESCI de la Federació Internacional de la Premsa Cinematogràfica al Festival Internacional de Cinema de Sant Sebastià 1990.